# 아프가니스탄 국가 올림픽 위원회
아프가니스탄 국가 올림픽 위원회(페르시아어: کمیته ملی المپیک افغانستان, 영어: Afghanistan National Olympic Committee)는 아프가니스탄을 대표하는 국가 올림픽 위원회이다. IOC 코드는 AFG이다. 본부는 카불에 있으며 아시아 올림픽 평의회에 소속되어 있다.
1935년에 설립했으며 1936년에 국제 올림픽 위원회의 승인을 받았다. 올림픽, 아시안 게임을 비롯한 국제 스포츠 대회에 참가하는 아프가니스탄의 선수들을 대표한다.

## 같이 보기
- 올림픽 아프가니스탄 선수단